# Reinhold Roth
Reinhold Roth, född 4 mars 1953 i Amtzell i Baden-Württemberg, död 15 oktober 2021 i Wangen im Allgäu i Baden-Württemberg, var en tysk roadracingförare. Han var aktiv i världsmästerskapen i Grand Prix-racing mellan 1979 och 1990. Huvudsakligen i 250 GP, men säsongen 1984 körde han 500GP och han gjorde ett lopp i 350GP - sitt debutlopp i VM 1979.
Roth vann tre Grand Prix i 250-klassen: Frankrikes GP säsongen 1987 och TT Assen och Tjeckoslovakiens GP säsongen 1989. Han blev tvåa i VM både 1987 och 1989. Totalt tog Roth 15 pallplatser, alla i 250GP. Roths tävlingskarriär fick ett abrupt slut genom en olycka under Jugoslaviens Grand Prix den 17 juni 1990. Roth låg i koma sex veckor efter olyckan och blev aldrig helt återställd.